# Thortveitiet

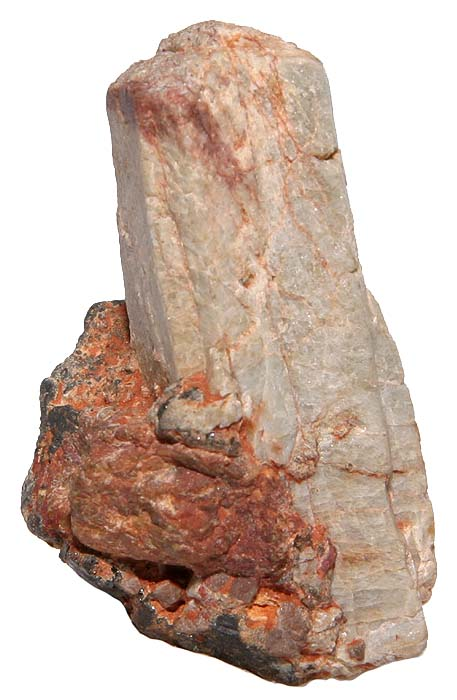

Het mineraal thortveitiet is een scandium-yttrium-silicaat met de chemische formule (Sc,Y)2Si2O7. Het mineraal behoort tot de sorosilicaten.

## Eigenschappen
Het doorschijnend tot opaak grijsgroene, bruine of zwarte thortveitiet heeft een glas- tot diamantglans, een grijze streepkleur en de splijting van het mineraal is perfect volgens het kristalvlak [100]. Het kristalstelsel is monoklien. Thortveitiet heeft een gemiddelde dichtheid van 3,5, de hardheid is 6,5 en het mineraal is niet radioactief.

## Naamgeving
Het mineraal thortveitiet is genoemd naar de Noorse ingenieur Olaus Thortveit.

## Voorkomen
Het mineraal thortveitiet wordt gevormd in granitische en pegmatitische stollingsgesteenten. De typelocatie is Iveland, Setesdal, Noorwegen.